# Jean-Paul Riopelle
Jean-Paul Riopelle (7. října 1923, Montréal – 12. března 2002, Ile-aux-Grues) byl kanadský malíř a sochař. Bývá řazen k informelu.
Narodil se v rodině stavitele. Malířství ho začal ve třinácti letech učit o víkendech jeho učitel matematiky a francouzštiny Henri Bisson. Nicméně na přání otce začal studovat architekturu na montrealské polytechnice, ale už roku 1941 přešel na École des Beaux-Arts a nakonec na méně akademickou nábytkářskou školu (École du Meuble) v Montrealu (1943–1944). Velmi ho ovlivnilo setkání s Paulem-Émile Borduasem, členem francouzsko-kanadské umělecké skupiny Les Automatistes, která měla blízko k surrealismu a automatismu. Riopelle přijal základní východiska skupiny.
V roce 1945 měl první samostatnou výstavu, o rok později vystavoval na expozici Les Automatistes. V roce 1947 odjel do Paříže, aby zorganizoval výstavu Les Automatistes v Galerii du Luxembourg. Paříž ho nadchla, začal tam studovat a zejména se stýkat s místními surrealisty. Od roku 1949 žil v Paříži natrvalo, konkrétně ve čtvrti v Giverny. V Paříži si našel i partnerku, malířku Joan Mitchellovou. Jejich vztah byl velmi dramatický.
V 60. letech se nadchl pro abstraktní malbu. V roce 1969 získal vyznamenání Order of Canada. V závěru života se vrátil do Kanady.